# بيت أولسون
بيت أولسون هو محامي وضابط وسياسي أمريكي، ولد في 9 ديسمبر 1962 في فورت لويس في الولايات المتحدة. نشط حزبياً في الحزب الجمهوري.

## مناصب
- انتخب عضو مجلس النواب الأمريكي عن دائرة Texas's 22nd congressional district [الإنجليزية]‏ وقد انضم خلال فترته النيابية [الإنجليزية]‏ (3 يناير 2019 – 3 يناير 2021) للكتلة البرلمانية الحزب الجمهوري.
- في انتخابات مجلس النواب الأمريكي 2008 [الإنجليزية]‏، انتخب عضو مجلس النواب الأمريكي عن دائرة Texas's 22nd congressional district [الإنجليزية]‏ وقد انضم خلال فترته النيابية [الإنجليزية]‏ (6 يناير 2009 – 3 يناير 2011) للكتلة البرلمانية الحزب الجمهوري.
- في انتخابات مجلس النواب الأمريكي 2010 [الإنجليزية]‏، انتخب عضو مجلس النواب الأمريكي عن دائرة Texas's 22nd congressional district [الإنجليزية]‏ وقد انضم خلال فترته النيابية [الإنجليزية]‏ (5 يناير 2011 – 3 يناير 2013) للكتلة البرلمانية الحزب الجمهوري.
- في انتخابات مجلس النواب الأمريكي 2012، انتخب عضو مجلس النواب الأمريكي عن دائرة Texas's 22nd congressional district [الإنجليزية]‏ وقد انضم خلال فترته النيابية (3 يناير 2013 – 3 يناير 2015) للكتلة البرلمانية الحزب الجمهوري.
- في انتخابات مجلس النواب الأمريكي 2014 [الإنجليزية]‏، انتخب عضو مجلس النواب الأمريكي عن دائرة Texas's 22nd congressional district [الإنجليزية]‏ وقد انضم خلال فترته النيابية [الإنجليزية]‏ (6 يناير 2015 – 3 يناير 2017) للكتلة البرلمانية الحزب الجمهوري.
- في انتخابات مجلس النواب الأمريكي 2016، انتخب عضو مجلس النواب الأمريكي عن دائرة Texas's 22nd congressional district [الإنجليزية]‏ وقد انضم خلال فترته النيابية [الإنجليزية]‏ (3 يناير 2017 – 3 يناير 2019) للكتلة البرلمانية الحزب الجمهوري.
- انتخب عضو مجلس النواب الأمريكي.

## وصلات خارجية
- الموقع الرسمي